# IC 5292
IC 5292 је спирална галаксија у сазвјежђу Пегаз која се налази на листи објеката дубоког неба у Индекс каталогу.
Деклинација објекта је + 13° 41' 13" а ректасцензија 23h 13m 47,1s. Привидна величина (магнитуда) објекта IC 5292 износи 14,7 а фотографска магнитуда 15,5. IC 5292 је још познат и под ознакама CGCG 431-20, KUG 2311+134, PGC 70740.